# Mapo-gu
Mapo-gu ist ein Stadtbezirk von Seoul. Der Bezirk Mapo entstand November 1944 aus einem Teil des Seodaemoon-gu und Yongsan-gu.

## Lage
Mapo-gu liegt nördlich des Han-gangs. Nach Norden hin befindet sich das Seoul-World-Cup-Stadion, welches im November 2001 eröffnet wurde. Nach dem Süden hin ist es vom Bezirk Yongsan-gu (용산구) abgegrenzt. Im Osten grenzt es knapp an Jung-gu (중구), danach kommt Seodaemun-gu (서대문구) und nördlich davon das Eunpyeong-gu (은평구). In Mapo-gu gibt es viele Wohnhäuser und vor allem größere Universitäten, welche das Bild prägen. Die Sogang-Universität und die Hongik Universität befinden sich in Mapo-gu, während sich die Yonsei-Universität und die Ewha Universität im benachbarten Seodaemun-gu befinden. Der Bezirk ist auch dafür bekannt, dass hier K-Pop-Labels wie YG Entertainment ihren Sitz haben.

## Verwaltung
Das Mapo-gu wird seit 2010 vom Bürgermeister Bak Hong-seop geleitet. Die Einwohnerzahl beträgt 369.970 (Stand: Mai 2021). Die Verwaltung ist in 5 Abteilungen unterteilt. Das Hauptbüro befindet sich in der Nähe der U-Bahn-Station Mapo-gu-Cheong (마포구청).

## Hongdae-ap

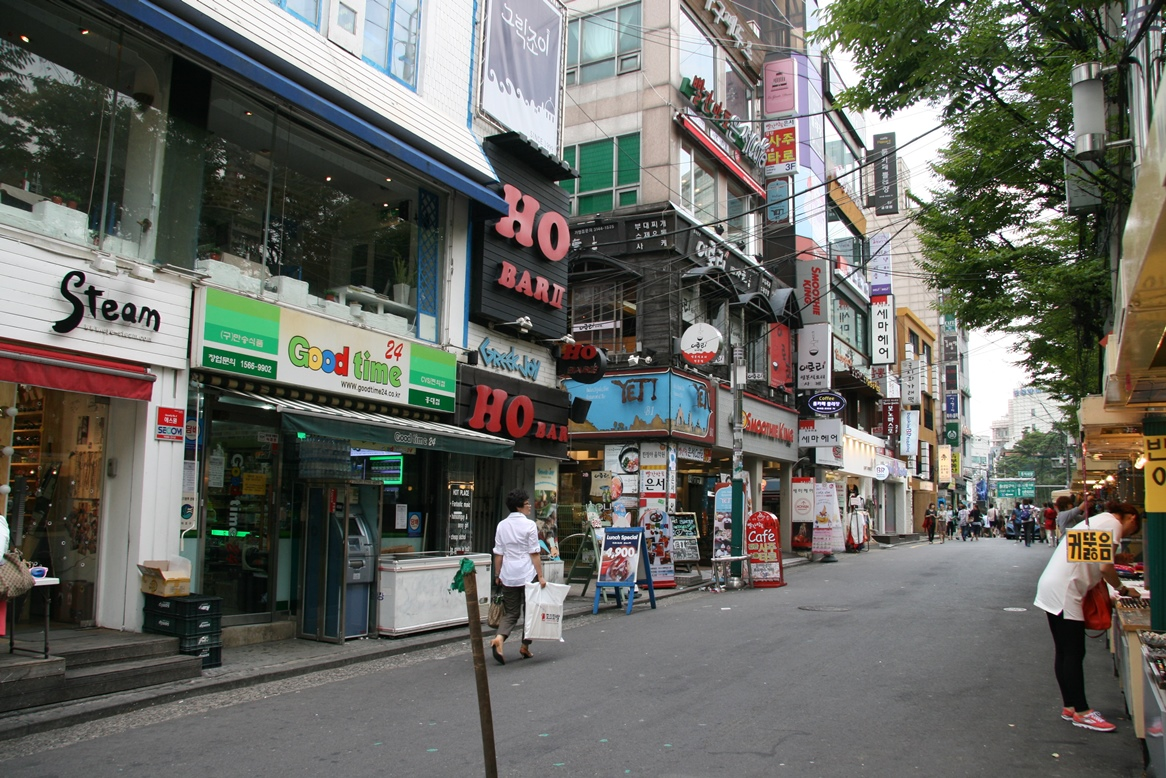
Straße in Hongdae

Hongdae-ap (홍대압) ist eine verkürzte Bezeichnung für ein Stadtviertel direkt westlich der Hongik Universität Hongik Daehakgyo (홍익대학교), das als Studentenviertel für sein Nachtleben bekannt ist. Hier befinden sich viele Diskotheken, Bars und Restaurants. Durch ausländische Studierende ist das Gebiet vergleichsweise international.
Da die Hongik Universität für ihr künstlerisches Programm bekannt ist, gibt es in dieser Gegend sehr viele Läden, die auf die Bedürfnisse der vielen Künstler ausgerichtet sind. Hongdae gilt daneben als musikalisches Kreativviertel.

## Unterteilung
Mapo-gu wurde in 1944 aus Teilen des Seodaemun und Yongsan Bezirks gebildet. Die dong-Struktur (kleinere Bezirke innerhalb Mapo-gus) wurde im Jahre 1985 und das letzte Mal in 2008 überarbeitet.
Die letztere Überarbeitung hat einige kleinere Bezirke zu einem großen Bezirk zusammengeführt. Dies hatte zur Folge, dass die effektive Zahl der Bezirke von 24 auf 16 reduziert wurde. Allerdings hat die Überarbeitung nicht das Adressen-System geändert. Zum Beispiel, nehmen wir an, dass sie in dem Changjeon Bezirk leben. Dieser Bezirk wurde nun mit dem Seogang Bezirk zusammengeführt. Jedoch wird der Name des Bezirks in ihrem Adressbuch immer noch als Changjeon Bezirk beibehalten.
Dies sind die 16 überarbeiteten Verwaltungsbezirke:
| - Gongdeok-dong (공덕동; 孔德洞) - Ahyeon-dong (아현동; 阿峴洞) - Dohwa-dong (도화동; 桃花洞) - Daeheung-dong (대흥동; 大興洞) - Yonggang-dong (용강동; 龍江洞) - Hapjeong-dong (합정동; 合井洞) - Seogyo-dong (서교동; 西橋洞) - Seogang-dong (서강동; 西江洞) | - Sinsu-dong (신수동; 新水洞) - Yeomni-dong (염리동; 鹽里洞) - Yeonnam-dong (연남동; 延南洞) - Mangwon-1-dong (망원1동; 望遠1洞) - Mangwon-2-dong (망원2동; 望遠2洞) - Seongsan-1-dong (성산1동; 城山1洞) - Seongsan-2-dong (성산2동; 城山2洞) - Sangam-dong (상암동; 上岩洞) |

## Stadtbezirkspartnerschaft
Shijingshan, Peking